# Verfassungskonflikt
Als Verfassungskonflikt wird im weitesten Sinn ein Konflikt im Rahmen einer Verfassung oder Verfassungsbildung, zumeist zwischen Verfassungsorganen, bezeichnet. Als Verfassungskonflikte im engeren Sinn sieht Michael Stolleis alle „politisch-rechtlichen Konflikte“, die im Zusammenhang mit der Entwicklung einer Verfassung stehen oder sich im Rahmen einer Verfassung entwickeln. Zu den Konflikten im Rahmen der Entstehung einer Verfassung gehört der Konflikt in Württemberg zwischen 1815 und 1819, zu den Konflikten im Rahmen einer geltenden Verfassung aus dem 19. Jahrhundert gehören die Konflikte in Kurhessen, in Hannover und in Preußen. Der Verfassungskonflikt ist ein „Begleitphänomen des konstitutionellen Zeitalters“ und ist vor allem im 19. Jahrhundert zu finden.

## Geschichte
Gegenstände der Konflikte waren zumeist Fragen um das Budgetrecht des Parlamentes, Steuern, Ministerverantwortlichkeit, Gesetzgebungsmitwirkung und die Grenzen von exekutivischer Gewalt. Sie fanden in heute zu Deutschland gehörenden Gebieten historisch als Begleiterscheinungen des Wandels vom Absolutismus hin zur parlamentarischen Demokratie statt und Akteure waren oft auf der einen Seite der Monarch und auf der anderen Seite Ständeversammlungen und Parlamente. Teile der historischen Verfassungskonflikte waren auch davon geprägt, dass es keine Lösung im Rahmen von juristischen Verfahren, beispielsweise vor einem Gericht, gab.
Aber auch in modernen Gesellschaften kann es zu Verfassungskonflikten kommen. Michael Stolleis schreibt im Bezug zu modernen Staaten, dass in solchen mit Gewaltenteilung und Verfassungsgerichtsbarkeit Verfassungskonflikte unter normalen Umständen nicht zu „existentiellen Krisen“ führen würde.
Als Verfassungskonflikte wurden unter anderem folgende Ereignisse bezeichnet:
- Hannoverscher Verfassungskonflikt (1837)
- Kurhessischer Verfassungskonflikt (1850)
- Preußischer Verfassungskonflikt (1862–1866)